# 悼念公主的帕凡舞曲

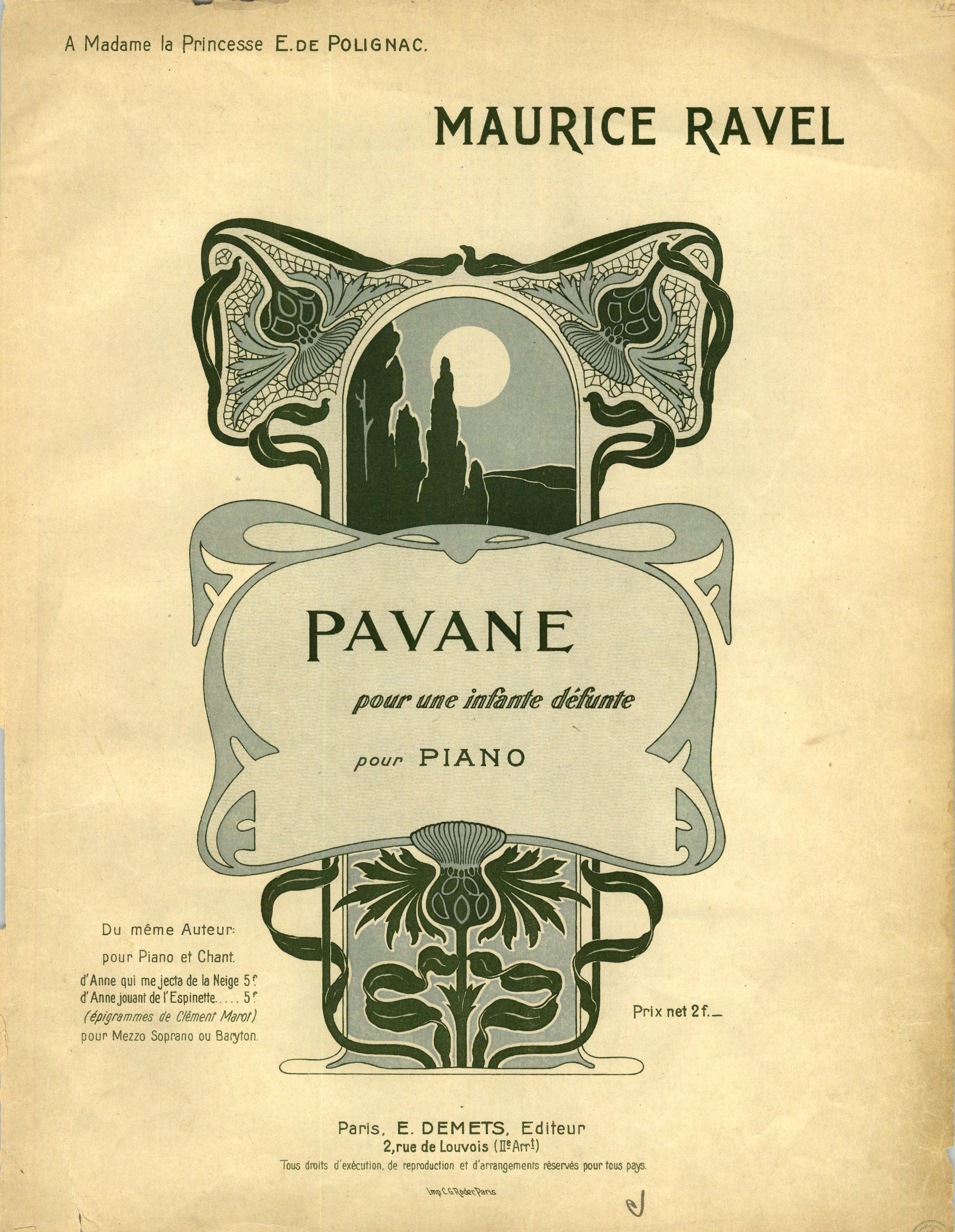
封面圖，德梅茨（Demets）出版

《悼念公主的帕凡舞曲》（法語：Pavane pour une infante défunte）是法国作曲家莫里斯·拉威尔作于1899年的钢琴独奏曲。当时他在巴黎音乐学院从师于加布里埃尔·福莱学习作曲。该曲演奏时间通常在6-7分钟。拉威尔在1910年发表了该曲的管弦乐版本。

## 历史
拉威尔描述这首作品为“呼唤小公主灵魂的帕凡舞曲，也许在以前，她曾随着音乐在西班牙的宮廷落下舞蹈”。帕凡是一支缓慢的、在宮廷跳舞的游行舞曲，在16-17世纪的欧洲大陆曾广受欢迎。
这首带有古风的小品并不是向历史上的某位公主致敬，而是传达出对西班牙式风俗和敏感的感念，这也是与拉威尔同时期作曲家（著名者如克劳德·德彪西和伊萨克·阿尔贝尼斯）拥有的情感，在他本人的其他一些作品，如《西班牙狂想曲》和中，也有所体现。
拉威尔将这首帕凡舞曲献给了他的客人，波麗妮雅克夫人。在1900年出版后，曲子未能受到关注。西班牙钢琴家里卡多·比涅斯在1902年4月5日首次演出后，该曲迅速流行了起来，虽然拉威尔认为它“形式不好”，并过度地受到艾曼紐·夏布里耶的影响。
据其传记作者本杰明·伊夫里，拉威尔想将作品演奏得非常缓慢——比现今几乎所有诠释都慢。批评者埃米尔·维耶尔莫抱怨说拉威尔演奏这首作品时“不可言喻的慢”。然而，作曲家并不为彻夜不休的批评所动。听过查尔斯·乌尔蒙的演奏后，拉威尔提醒他，曲子叫“悼念公主的帕凡舞曲”，不是“献给公主的要死的帕凡舞曲”。当作曲兼指挥家马诺亚·莱德-泰代斯科问到怎样理解曲名“悼念公主的帕凡舞曲”，拉威尔轻轻一笑，答道：“你以为？标题和内容没有一点关系，我只是喜欢这几个词，恰好放在这。就是这样。”